# Jogrendszer
A jogrendszer szűkebb értelemben egy adott államban vagy más politikai közösségben hatályos jogszabályoknak, illetve azok megalkotásának, értelmezésének és érvényesítésének rendszere. A jogrendszer a társadalmi struktúra része, a gazdasági rendszerhez, a politikai rendszerhez és a kultúrához hasonlóan.
Az egyes jogrendszerek a történelem során különböző jogtípusokat hoztak létre. Egy adott jogtípus több jogcsaládra osztható. (A jogcsaládokat is gyakran jogrendszernek nevezik.)

„A jogrendszerek csoportosítása az államok osztályozásához hasonlóan több szempont szerint is történhet. A fölosztás általános szintjét itt is a történeti alapú osztályozás képezi, amelynek az alapvető kategóriája a jogtípus. Ez az államtípusnak megfelelő kategória az egy társadalmi formációhoz tartozó jogrendszereket fogja át és azok általános jellemző vonásait fejezi ki. Ezen az alapon ázsiai, antik, feudális – összefoglalóan prekapitalista – és modern jogtípusokat különböztetünk meg.
A jogcsalád a rendszerezés különös szintjének a kategóriája, az azonos jogtípuson belüli hasonlóságokat és különbségeket fejezi ki. Tekintettel arra, hogy a jogrendszerek fejlődésében jóval erőteljesebb a tradíciók szerepe és az ebből adódó kontinuitás, mint az államok esetében, a jogcsaládok számos esetben túlnyúlnak az adott jogtípus időbeli határain. Korábban a szakirodalomban lényegében a jogcsaláddal azonos értelemben használták a jogrendszercsoport és a jogrendszerforma kifejezéseket is. Az utóbbi az államformával való hasonlóságra kívánt utalni. A jogcsalád kifejezés a francia René David munkássága nyomán vált általánossá.
A modern jogtípuson belül David nyomán négy jogcsaládot – a római–germán, a common law, a szocialista jogcsaládot, valamint a vallási és hagyományos jogrendszerek családját – különböztetünk meg. E jogcsaládok megkülönböztetésének az alapja a jogcsaládok kialakulása, struktúrája és az általánosan elfogadott jogi, mindenekelőtt jogszabály-értelmezési módszerek.”

A jogrendszer fogalmát gyakran összetévesztik a jogrend fogalmával.A jogrend ugyanis a jogi rendezettség állapotát, annak ténylegességét fejezi ki. 

## Részterületei
A jogrendszert hagyományosan két jogterületre szokás osztani: a közérdekű életviszonyokat szabályozó közjogra, és a magánérdekű életviszonyokat szabályozó magánjogra.
A modern jogtudomány megkülönböztet ezenfelül egy komplex jogterületet is, amelyre a közjogi és magánjogi szabályozás együttes alkalmazása jellemző.

## Főbb jogrendszerek

### Kontinentális jogrendszer
A kontinentális jogrendszer elsősorban Európára jellemző. Kialakulásában nagy szerepe volt a római jognak. Fő jellemzője az írott jog túlsúlya a bírói jogalkotással szemben.

### Angolszász jogrendszer
Az Egyesült Királyság, az Amerikai Egyesült Államok, valamint a Nemzetközösség tagjainak szokásjogon alapuló jogrendszerére az ún. esetjog (precedensek) túlsúlya jellemző, ma már nem az írott joggal szemben, de a kontinentális jogrendszernél jelentősebb mértékben.

### A szocialista jogrendszer
A korábbi szovjet tagköztársaságokban, a volt szocialista kelet-európai országokban használták, míg Kínában, Kubában, Észak-Koreában és Vietnámban  ma is ilyen jellegű jogrendszer a jellemző. A korábbi ún. népi demokratikus vagy szocialista országok jogára a pártállam túlsúlya volt a jellemző, a hatalmi ágak egyensúlyának tagadásával és az állampárt közjogi elismerésével. Az 1980-as évek végétől a volt szocialista országok jogrendszere közeledett a kontinentális jogrendszerekhez a jogharmonizáció révén, így 2004. május 1-jétől lehetővé vált több ilyen állam csatlakozása az Európai Unióhoz.

## Vallási alapú jogrendszerek
- Az Iszlám jogrendszer a Koránból, Allah akaratából  vezeti le a törvényeket (sari'a). Ilyen például Irán, Szaúd-Arábia és más iszlám államok jogrendszere.
- A kánonjog az egyháznak a római jogra épülő belső joga, amelynek világi alkalmazása ma már a keresztény országokra sem jellemző.
- A halacha jogrendszer az ortodox zsidóság joga. Alapvető összefoglalása Joszef Káró munkája, a Sulchán Áruch (magyarul: Terített Asztal).